# Playdia

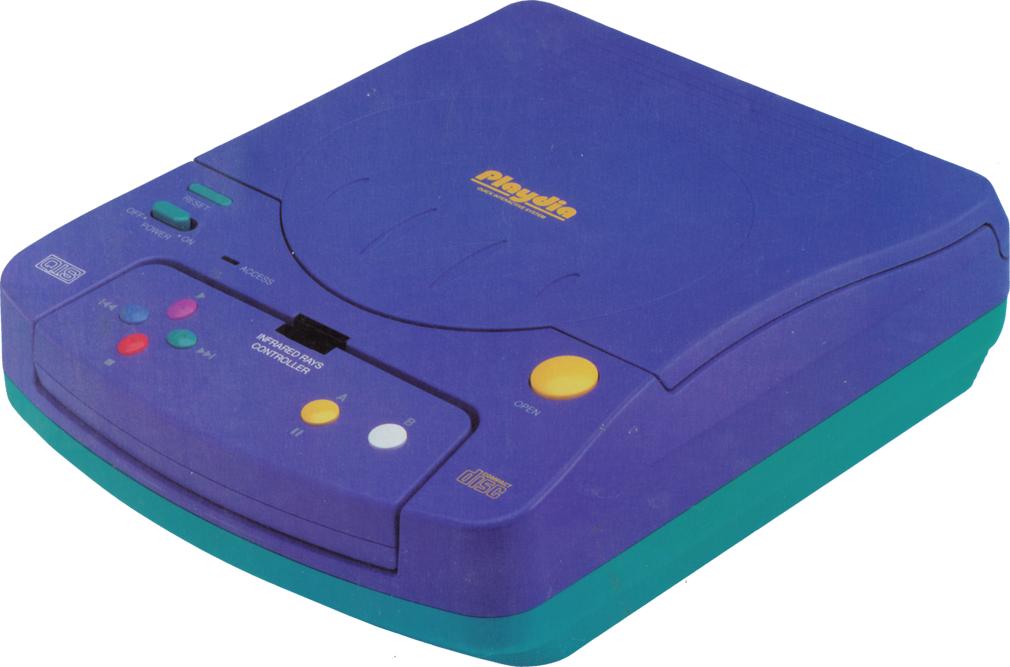
Bandai Playdia

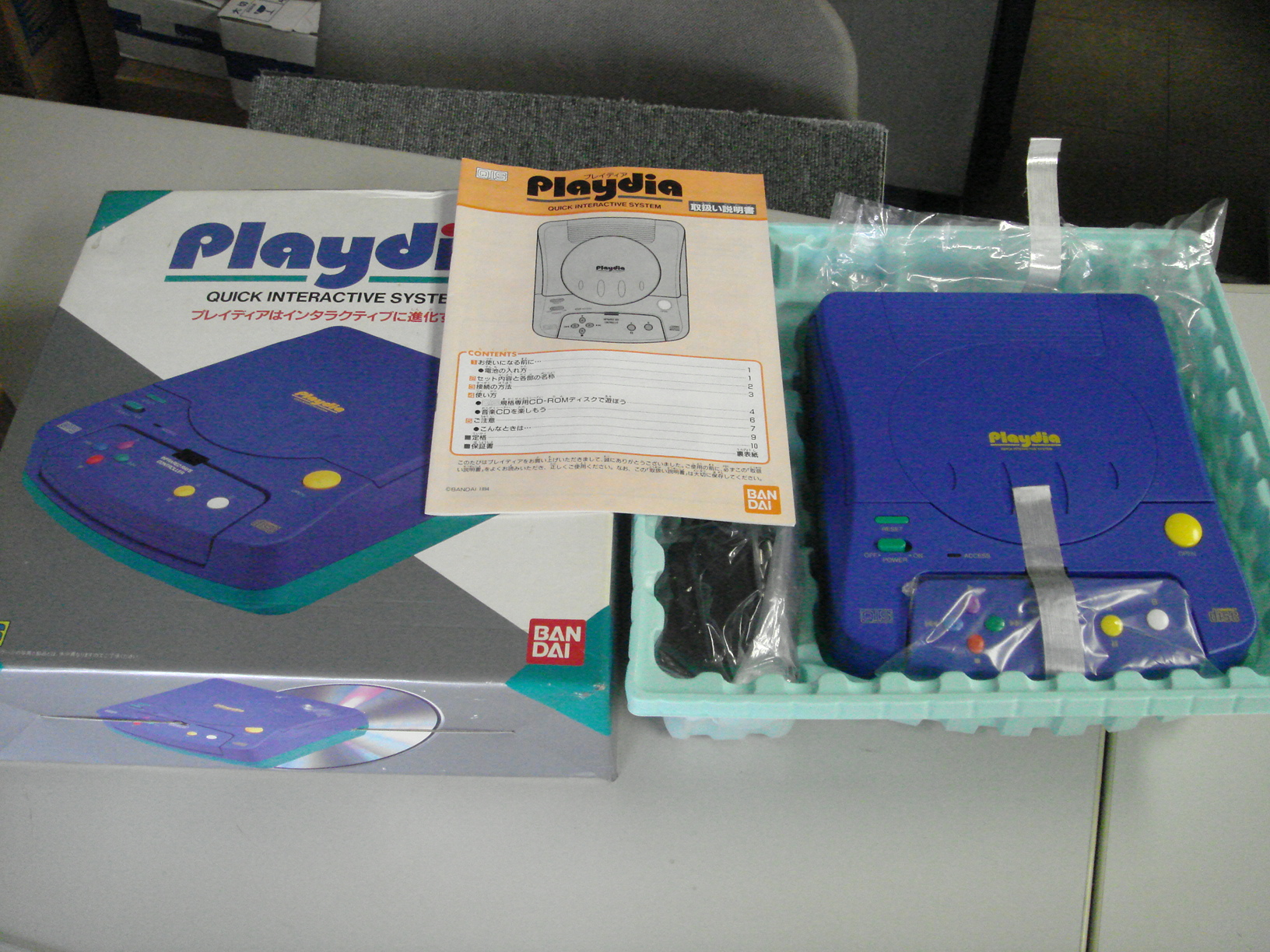
Bandai Playdia

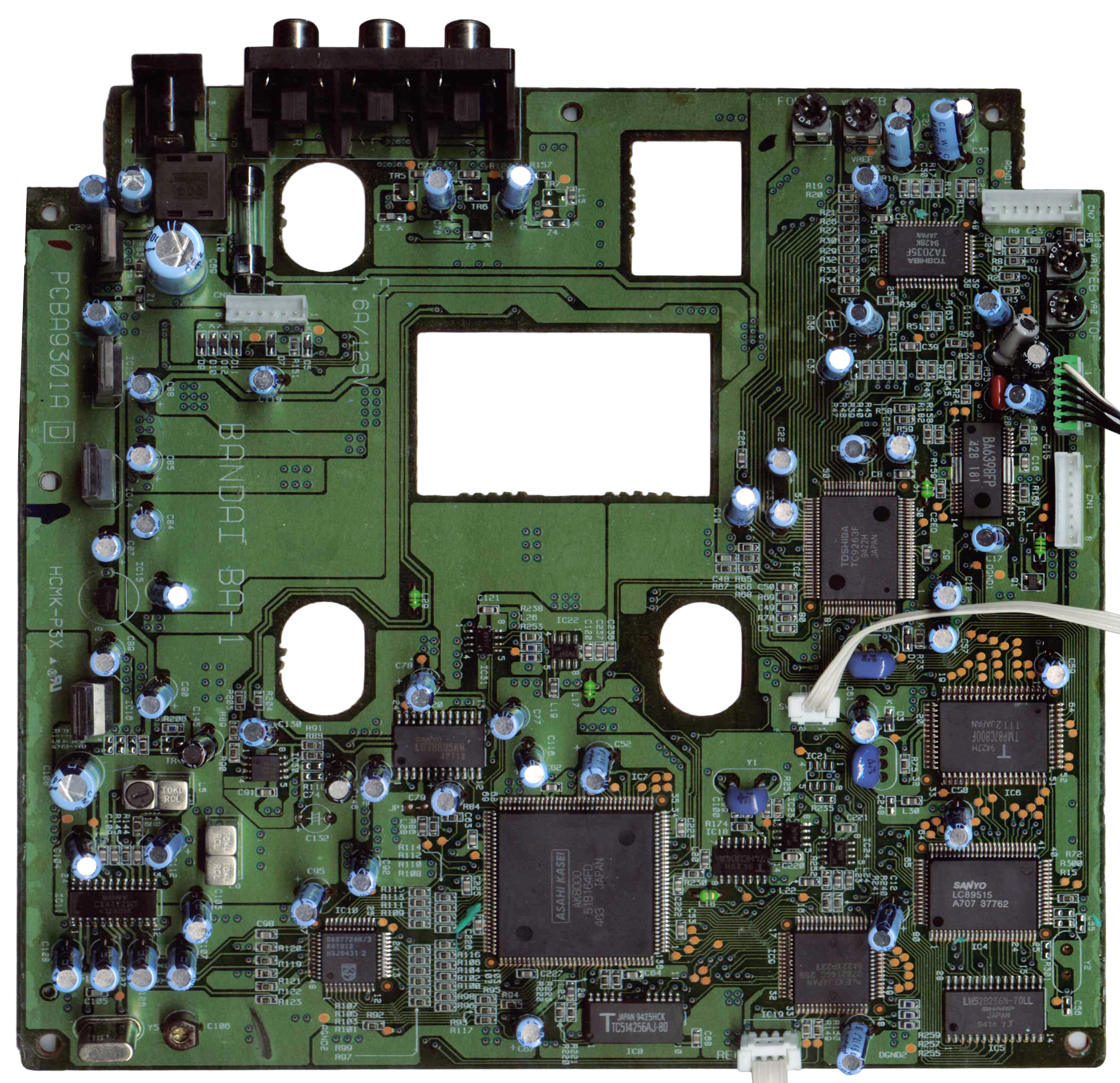
PBC Bandai Playdia.

## Playdia Title Complete List

### 1994 (11 titles)
- 09/23 - Dragon Ball Z - Shin Saiyajin Zetsumetsu Keikaku Chikyuu Hen - [BAPD-01]
- 09/23 - Bishoujo Senshi Sailor Moon S - Quiz Taiketsu! Sailor Power Syuuketsu!! - [BAPD-02]
- 09/23 - SD Gundam Daizukan - [BAPD-03]
- 09/28 - Ultraman Powered - Kaijuu Gekimetsu Sakusen - [BAPD-04]
- 09/28 - Hello Kitty - Yume no Kuni Daibouken - [BAPD-05]
- 11/25 - Aqua Adventure - Blue Lilty - [BAPD-06]
- 11/25 - Newton museum - Kyouryuu Nendaiki Zen Pen - [BAPD-07]
- 11/25 - Newton museum - Kyouryuu Nendaiki Kou Hen - [BAPD-08]
- 12/08 - Shuppatsu! Doubutsu Tankentai - [BAPD-09]
- 12/16 - Ultra Seven - Chikyuu Bouei Sakusen - [BAPD-10]
- 12/16 - Dragon Ball Z - Shin Saiyajin Zetsumetsu Keikaku Uchuu Hen - [BAPD-11]

### 1995 (16 titles)
- 01/24 - Norimono Banzai!! - Kuruma Daishuugou!! - [BAPD-12]
- 01/24 - Norimono Banzai!! - Densha Daishuugou!! - [BAPD-13]
- 03/22 - Ie Naki Ko - Suzu no Sentaku - [VPRJ-09722]
- 03/22 - Gamera - The Time Adventure - [BAPD-15]
- 06/22 - Elements Voice Series vol.1 Mika Kanai - Wind&Breeze - [BAPD-18]
- 06/22 - Elements Voice Series vol.2 Rica Fukami - Private Step - [BAPD-19]
- 06/22 - Elements Voice Series vol.3 Aya Hisakawa - Forest Sways - [BAPD-20]
- 07/28 - Bishoujo Senshi Sailor Moon SS - Sailor Moon to Hiragana Lesson! - [BAPD-21]
- 07/28 - Ultraman - Hiragana Dai Sakusen - [BAPD-22]
- 07/28 - Ultraman - Alphabet TV e Youkoso - [BAPD-23]
- 08/24 - Bishoujo Senshi Sailor Moon SS - Sailor Moon to Hajimete no Eigo - [BAPD-24]
- 08/24 - Bishoujo Senshi Sailor Moon SS - Youkoso! Sailor Youchien - [BAPD-25]
- 08/24 - Ultraman - Oideyo! Ultra Youchien - [BAPD-26]
- 10/20 - Chougoukin Selections - [BKPD-01]
- 11/16 - Elements Voice Series vol.4 Yuri Shiratori - Rainbow Harmony - [BKPD-02]
- 12/15 - Soreike! Anpanman - Picnic de Obenkyou - [BAPD-27]

### 1996 (6 titles)
- 03/22 - Ultraman - Suuji de Asobou Ultra Land - [BAPD-28]
- 03/22 - Ultraman - Ultraman Chinou UP Dai Sakusen - [BAPD-29]
- 03/27 - Elements Voice Series vol.5 Mariko Kouda - Welcome to the Marikotown! - [BKPD-03]
- 04/24 - Nintama Rantarou - Gun Gun Nobiru Chinou Hen - [BKPD-04]
- 05/15 - Nintama Rantarou - Hajimete Oboeru Chishiki Hen - [BKPD-05]
- 06/26 - Gekisou Sentai Carranger - Tatakae! Hiragana Racer - [BKPD-06]

### Not for Sale (6 titles)
- Yumi to Tokoton Playdia - [BS-003]
- Go! Go! Ackman Planet - [BS-005]
- Jamp Gentei Special - 4 Dai Hero Battle Taizen - [BS-006]
- Bandai Item Collection 70' - [BS-007]
- Playdia IQ Kids - [BS-009]
- Kero Kero Keroppi - Uki Uki Party Land - [BS-010]